# Bacchus et Ariane (Roussel)
Pour les articles homonymes, voir Bacchus et Ariane (homonymie).
Bacchus et Ariane op 43 est une musique pour ballet composée par Albert Roussel en 1930 sur un argument d'Abel Hermant.
Il s'agit d'une œuvre de maturité, à peu près contemporaine de sa troisième symphonie. Elle décrit l’enlèvement d’Ariane par le dieu Bacchus et leurs amours.
L’œuvre originale, en deux actes, a été créée par l’orchestre de l’opéra de Paris sous la direction de Philippe Gaubert le 22 mai 1931 avec une chorégraphie de Serge Lifar et des décors de Giorgio De Chirico. Roussel en tira par la suite deux suites pour orchestre, chacune correspondant à un acte du ballet. Elles furent créées par l'Orchestre symphonique de Paris, la première sous la direction de Charles Munch le 2 avril 1933, la seconde sous celle de Pierre Monteux le 2 février 1934.

## Suite nº 1
1. Allegro con brio (en la majeur, à 4/4): Prélude sur des rythmes de cuivre.
2. Allegro molto (en ut majeur): Sur un rythme à 3/4 danse des Éphèbes et des Vierges.
3. Andante et allegro vivace (en mi majeur, à 2/4): Figuration dansée du Labyrinthe alors que Thésée mime sa lutte contre le Minotaure.
4. Meno allegro, allegro energico: Apparition de Bacchus qui fait tournoyer son manteau au-dessus d'Ariane. Elle s'endort. Thésée et les Éphèbes veulent s'emparer de Bacchus mais le Dieu se dévoile et force Thésée à repartir en mer. Zeus en colère lance un éclair.
5. Adagio: Danse du songe où Ariane danse avec Bacchus puis il la dépose sur un rocher et s'en va.

## Suite nº 2
1. Andante (en ré majeur, à 3/4): Ariane dort puis se réveille.
2. Adagio: Pantomime où Ariane après la surprise tombe dans le désespoir. Elle veut se précipiter dans la mer mais Bacchus surgit et la rattrape dans ses bras.
3. Allegro (en ut majeur, à 6/8): Scherzo où Bacchus danse seul.
4. Andante (en ut majeur, à 4/4): Le baiser de Bacchus qui génère la vie sur l'île de Naxos. Suit l'enchantement dionysiaque. Le Thiase défile sur un allegro deciso. Une faune et une ménade tendent une coupe de jus de vigne à Bacchus et Ariane.
5. Andante (en si mineur, à 4/4 et 12/8): Ariane boit le breuvage puis danse et attire Bacchus.
6. Moderato pesante (ré bémol majeur, à 10/8): Danse d'Ariane et de Bacchus entrainant avec eux le Thiase.
7. Allegro brillante (en la bémol majeur, à 4/4): Bacchanale finale. Bacchus couronne Ariane d'astres dérobés aux constellations sur une orchestration éblouissante.

La deuxième suite est la plus connue des deux et est un morceau de choix pour les concerts (elle est d'ailleurs plus fréquemment enregistrée que la première).

## Discographie sélective
Ballet intégral :
- Orchestre national de France sous la direction de Jean Martinon (Erato, décembre 1968)
- Orchestre national de France sous la direction de Georges Prêtre (EMI, septembre 1984)
- Orchestre de Paris sous la direction de Charles Dutoit (Erato, janvier 1986)
- BBC Philharmonic Orchestra sous la direction de Yan Pascal Tortelier (Chandos, mars 1996)
- Orchestre national d'Île-de-France sous la direction de Jacques Mercier (RCA, octobre 1997)
- Orchestre de Paris sous la direction de Christoph Eschenbach (Ondine, février 2005)
- Royal Scottish National Orchestra sous la direction de Stéphane Denève (Naxos, mai 2006)

Suites nº 1 et 2 
- Orchestre de la Société des concerts du Conservatoire sous la direction d'André Cluytens (EMI, novembre 1963)
- Orchestre national de France dirigé par Georges Prêtre, (EMI)
- Orchestre de Monte-Carlo dirigé par Théodor Guschlbauer  (28/11/1999)